# خيرات أبن شبير
الشريف خيرات بن شبير بن بشير بن شريف مكة وملك الحجاز نجم الدين محمد أبو نمي الثاني. ويعتبر الشريف خيرات هو جد الاشراف آل خيرات النمويين أمراء دولة آل خيرات في المخلاف السليماني وتهامة اليمن (1141هـ - 1305هـ)

## نسبه
الشريف خيرات بن شبير بن بشير بن محمد أبو نمي الثاني بن بركات بن محمد بن بركات بن الحسن بن عجلان بن رميثة بن محمد أبو نمي الأول بن أبو سعد الحسن بن علي الأكبر بن قتادة بن إدريس بن مطاعن بن عبدالكريم بن عيسى بن الحسين بن سليمان بن علي بن عبدالله الأكبر بن محمد الثائر بن موسى الثاني بن عبدالله الرضا بن موسى الجون بن عبدالله المحض بن الحسن المثنى بن الحسن السبط بن علي بن أبي طالب. 
لم تحدد المصادر التاريخية السنة التي خرج فيها الشريف خيرات من مكة المشرفة بالتحديد ولكن كان خروجه في أواخر القرن الحادي عشر الهجري. أما سبب خروجه فليس ثابتا, فقال البهكلي: "أخبرني من وثقت بخبره أنه لما رأى انطماس المذهب الزيدي - شرفه الله تعالى - بمكة - عمرها الله تعالى - وعدول كثير من أشرافها عنه لا لترجيح علمي بل لغرض في الأغلب دنيوي أنف من مساكنتهم على ذلك فخرج إلى اليمن. وقيل إن السبب غير ذلك, والله سبحانه وتعالى أعلم بما ظهر وبطن" وهذا القول ذكره المؤلف ولم يجزم بصحته لأسباب عدة وأهمها الفارق الزمني الكبير الذي بين المؤلف وبين خروج الشريف خيرات من مكة. وقال هو في نفس المصدر "وقد جعلت ما جمعته مختصا بالمتفقات في دولة حي مولانا الشريف الريس الأمجد، عز المعالي محمد بن أحمد بن محمد ، ورقمت طرفا يسيرا مما سلف في أيام والده الشريف أحمد لفوات أكثر ما جرى من الحوادث في أيام دولته عني؛ إذ وقوع جلها كان قبل إبرازي في عالم الوجود، وأقلها في أيام حداثتي، وصغر سني، وعدم احتفاء المميزين من أهل العصر بتقييد ما وقع في دولته من الأمور، فلم يصل ذلك إلي من طريق تسكن إليها النفوس، وتنشرح لها الصدور، فرأيت جانب الإعراض عن ذلك أرجح، وترك الخوض مع عدم اليقين أنفع وأصلح"
و الأرجح أن سبب خروجه من مكة هي النزاعات والخلافات التي وقعت بين أمراء مكة من ذرية الشريف محمد أبو نمي الثاني في أواخر عام 1083هـ عندما خرجت إمارة مكة من ذوي زيد إلى ذوي بركات, قال السباعي في تاريخ مكة: "و انقسم الأشراف في شأن ولاية بركات فحبذها أشياع بركات ولم يرضها ذوو زيد وأنصارهم فارتحل بعضهم الى نواحي الطائف وابتعد اخرون الى اطراف مكة وهاجر بعضهم الى خارج البلاد"

## وصول الشريف خيرات إلى المدينة العريشية
وصل الشريف النجيب إلى المدينة العريشية في أواخر القرن الحادي عشر قادما من مكة المشرفة ومعه أهله ومواليه ثم نزل غربي المدينة المذكورة. قال البهكلي: "وكان وصول الشريف المذكورإلى اليمن في أواخر القرن الحادي عشر في خلافة إمام ذلك الزمن مولانا الإمام أمير المؤمنين المتوكل على الله رب العالمين إسماعيل ابن أمير المؤمنين رضوان الله عليه آمين. فلما بلغ مدينة أبي عريش بقضّه وقضيضه إختار للنزول موضعا غربي المدينة المذكورة وهو محل ديرتهم الآن المشيدة البنيان وترك اثقاله وعائلته هناك" بعد وصوله إلى المدينة العريشية ترك أهله ورحله وارتحل بمفرده إلى اليمن, قال البهكلي: "ثم ارتحل إلى الإمام إلى قرار أوطانه والممالك, فتلقاه بالقبول, و أجرى عليه من إحسانه ما يفوق به على نظرائه ويطول. وقرر له من بندر جازان ما يقوم بأوده فطاب له النزول. وكان لهذا الشريف -رحمه الله- علاقة بفن الأدب, ومشارفة في العلم تميزه على غيره من أولي الرتب, واستفاد به بعض فقهاء المدينة العريشية في فن العربية"

## وفاته
كثير من مراحل وأحوال حياة الشريف خيرات لم تدون حال حياته, ولم يصل إلينا من أخباره إلا شيء يسير دل على علو منزلته وتضلعه في العلوم والأدب, وكان على صلة طيبة بإمام اليمن في ذلك الزمن وذو شأن رفيع عندهم, وهذا ليس بغريب لأنهما من أرومة هاشمية نبوية حسنية واحدة ويعرف كل منهما مقام الآخر. ولم نصل إلى تاريخ ميلاده و وفاته ولكنه توفي في المدينة العريشية بحي الديرة ودفن في مقبرة الأشراف في حي الديرة. قال البهكلي: "ولم يزل -الشريف خيرات- معاهدا للإمام, جاريا على قواعد الإجلال والإكرام حتى انتقل إلى جوار الملك العلام, ودفن في مقبرة الأشراف المنسوبة إليه, وعنده قبور جماعتهم من أولاده أحفاده رحمة الله عليهم أجمعين".

## عقبه
للشريف خيرات ذرية كبيرة يسكنون في المخلاف السليماني (جازان) و قلة منهم في تهامة اليمن ومنهم من عاد إلى وطن أجداده مكة المكرمة ومنهم من انتقل إلى المدينة المنورة وجدة والطائف والرياض وغيرها من مدن المملكة العربية السعودية. أعقب الشريف خيرات ثلاثة أبناء, وهم: الحسن بن خيرات, ومُظَفَّر بن خيرات, ومحمد بن خيرات. أما الحسن ومُظفَّر انقطع عقبهما, وبقي نسله في محمد بن خيرات.
وأعقب الشريف محمد بن خيرات: أحمد بن محمد (وهو أول من ولي الجهة من الاشراف آل خيرات), والحسين بن محمد, ومبارك بن محمد, وحوذان بن محمد, وعلي بن محمد.
1- أما الشريف علي بن محمد انقرض عقبه.
2- وأما الشريف مبارك بن محمد انقرض عقبه.
3- وأما الشريف حوذان بن محمد فقد أعقب ذرية كبيرة وهو جد الأشراف آل حوذان.
4- وأما الشريف حسين بن محمد فهو جد الأشراف آل حسين.
وأما الشريف أحمد بن محمد بن خيرات أعقب خمسة أبناء, وهم: علي, وأبوطالب "المكنى بأبي عقيل", وناصر, والحسن, ومحمد.
1- اما الشريف علي بن أحمد فقد إنقرض عقبه.
2- وأما الشريف ناصر بن أحمد فهو جد الأشراف آل فواز ذوي ناصر.
3- وأما الشريف أبوطالب بن أحمد المكنى بأبي عقيل فهو جد الأشراف الطالبيين آل أبو عقيل.
4- وأما الشريف الحسن بن أحمد فهو جد الأشراف آل الحسن ومنهم آل فواز ذوي حسن.
أما الشريف محمد بن أحمد بن محمد بن خيرات فله ستة عشر ولدا, وهم:
1- الشريف أحمد بن محمد وهو جد الأشراف آل فواز.
2- الشريف حيدر بن محمد وهو جد الأشراف آل حيدر ومنهم آل البراق وآل المدير.
3- الشريف علي فارس بن محمد وهو جد الأشراف آل علي فارس ومنهم آل زربان.
4- الشريف يحيى بن محمد وهو جد الأشراف آل يحيى.
5- الشريف ناصر بن محمد وهو جد الأشراف آل ناصر.
6- الشريف حمود بن محمد الملقب بأبي مسمار وهو جد الأشراف آل حمود أبو مسمار.
7- الشريف أبوطالب بن محمد وهو جد الأشراف آل أبوطالب ومنهم الأشراف المكارمه.
8- الشريف مسعود بن محمد وهو جد الأشراف آل مسعود.
9- الشريف منصور بن محمد انقطع عقبه
10- الشريف الحسين بن محمد الملقب بأبي ذياب وهو جد الأشراف آل أبو ذياب.
11- الشريف بشير بن محمد وهو جد الأشراف آل بشير.
12- الشريف ظافر بن محمد وهو جد الأشراف آل ظافر.
13- الشريف نايل بن محمد لا عقب له.
14- الشريف إسماعيل بن محمد لا عقب له.
15- الشرف فايز بن محمد لا عقب له.
16- الشريف هزاع بن محمد لا عقب له.